# Modulation de phase
Pour les articles homonymes, voir MP et PM.
La modulation de phase ou MP ou PM (Phase modulation en anglais) est un mode de modulation consistant à transmettre une information (son, données...) par la modulation de la phase d'un signal porteur (porteuse).
Cette modulation est non linéaire.

## Théorie
Soit une porteuse :
{\displaystyle x_{p}(t)=A\cos(\omega _{p}t+\phi (t))\,}
La phase instantanée de la porteuse est donnée par :
{\displaystyle \Omega (t)=\omega _{p}t+\phi (t)\,}
Soit un signal modulant :
{\displaystyle m(t)\,}
Moduler en phase le signal revient à effectuer l'opération suivante :
{\displaystyle \phi (t)=K_{p}.m(t)\,}
Le signal modulé s'écrit :
{\displaystyle e(t)=A\cos(\omega _{p}t+K_{p}m(t))\,}

### Cas d'un signal sinusoïdal

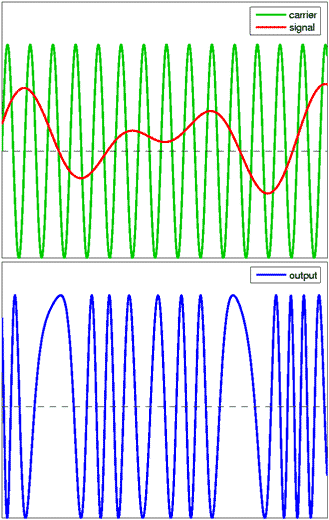
modulation de phase

Soit un signal modulant sinusoïdal :
{\displaystyle m(t)=A_{m}\cos(\omega _{m}t)\,}
Le signal modulé devient alors :
{\displaystyle e(t)=A\cos(\omega _{p}t+K_{p}A_{m}\cos(\omega _{m}t))\,}
On remarque que {\displaystyle \phi (t)} varie entre {\displaystyle \phi (t)-\Delta \phi } et {\displaystyle \phi (t)+\Delta \phi }, où {\displaystyle \Delta \phi } représente la déviation maximale de phase.
On notera le lien fort existant entre la modulation de phase et la modulation de fréquence. Ainsi sur l'illustration, un signal décroissant produit un écart de fréquence alors qu'un signal croissant produit un écart inverse.

### Cas d'un signal commuté
La modulation de phase par commutation de 180° est une modulation numérique illustrée ci-dessus.

### Génération de la modulation de phase
Il existe plusieurs façons de moduler une porteuse en phase.
- La plus naturelle consiste à appliquer le signal modulant à un déphaseur par réseau LC ou RC. On utilisera généralement des diodes à capacité variable.

- Une autre méthode consiste à additionner deux porteuses en quadrature, après avoir modulé chacune d'elles en amplitude. Si les signaux modulant en amplitude sont correctement choisis, la composition des deux porteuses ainsi modulées donne une porteuse à amplitude constante modulée en phase.

Ce type de modulateur, dit "I-Q" est facilement réalisable à l'aide de circuits intégrés numériques.
- On peut enfin prendre la dérivée du signal modulant, et appliquer ce signal différencié à un modulateur de fréquence (par exemple à diode à capacité variable). Ce type de modulateur est souvent utilisé en radiotéléphonie analogique.